# Pseudohaustorius caroliniensis
Pseudohaustorius caroliniensis är en kräftdjursart som beskrevs av Edward Lloyd Bousfield 1965. Pseudohaustorius caroliniensis ingår i släktet Pseudohaustorius och familjen Haustoriidae. Inga underarter finns listade i Catalogue of Life.